# Tesla : Lumière mondiale
Tesla : Lumière mondiale est un court métrage expérimental à propos des derniers jours de Nikola Tesla, réalisé par Matthew Rankin et sorti en 2017. En mai 2017, le film a eu sa première mondiale dans le cadre de la Semaine de la critique au Festival de Cannes,,,. Il a reçu le Prix des médias et le Prix pour la meilleure technique d'animation au Festival international du film d'animation d'Ottawa, et a gagné une mention spéciale du jury au Festival du nouveau cinéma de Montréal. Le film est produit par Julie Roy pour l’Office national du film du Canada (ONF) .

## Synopsis
Au début du XXe siècle, l'inventeur Nikola Tesla fait appel à la générosité de son mécène, l'homme d'affaires J.P. Morgan, pour soutenir son nouveau projet révolutionnaire de distribution de l'électricité à l'échelle mondiale. Entre-temps, Tesla avoue son affection profonde pour un pigeon qui devient son confident. Mais la réponse de Morgan n'est pas celle espérée par l'inventeur, ce qui plonge ce dernier dans le désespoir.

## Tournage
Matthew Rankin a recours à une technique d'animation nommée « light painting », qui consiste à déplacer des sources lumineuses en ajustant le temps d'exposition de la caméra. Le réalisateur estime avoir fait brûler environ 15 000 cierges merveilleux lors du tournage. Le film Thunder de l'animateur japonais Takashi Ito a été une de ses sources d'inspiration. Techniques plus courantes, l'animation de marionnettes et la pixilation sont aussi utilisées.

## Fiche technique
- Titre : Tesla : Lumière mondiale
- Réalisation : Matthew Rankin
- Montage : Matthew Rankin
- Conception sonore : Sacha Ratcliffe
- Musique : Christophe Lamarche
- Acteur : Robert Vilar
- Productrice : Julie Roy
- Production : Office national du film du Canada
- Pays d'origine : Canada
- Durée : 8 min 18 s

## Récompenses et prix
- Prix du meilleur film et de la meilleure réalisation dans la section Shorts with Legs au Fantastic Fest d'Austin 2017[10]
- Prix de la meilleure technique d'animation et Prix des médias au Festival international du film d'animation d'Ottawa 2017[11]
- Mention spéciale du jury de la compétition de courts métrages au Toronto International Film Festival 2017[12]
- Mention spéciale du jury de la compétition internationale de courts métrages au Festival du nouveau cinéma de Montréal 2017[6]
- Mention spéciale du jury de la compétition canadienne aux Sommets du cinéma d'animation 2017[13]
- Nommé dans la catégorie courts métrages d'animation aux Prix Écrans canadiens 2018[14]